# زاویه جعفرآباد
زاویه جعفرآباد: روستایی است که در استان اردبیل، شهرستان خلخال، بخش خورش رستم، دهستان خورش رستم جنوبی قرار دارد.. یکی از جاذبه های این روستا،وجود آبگرم هست که هر ساله گردشگران زیادی را جذب میکند
در این روستا امامزاده ای در دل کوه وجود دارد که بسیار بکر و با جلال است و برای رسیدن به آنجا باید از مسیر های سخت کوه عبور کنید،قابل توجه است پایین امامزاده آبشار بسیار زیبایی وجود دارد.

## جمعیت
بر اساس سرشماری سال ۱۳۸۵ جمعیت این روستا ۲۱۰ نفر با ۴۵ خانوار بوده‌است.